# First Division 2024-2025 (Liberia)
La LFA First Division 2024-2025, anche nota come Orange First Division 2024-2025 per motivi di sponsorizzazione, è stata la cinquantunesima edizione della massima divisione del campionato di calcio della Liberia. Il campionato è iniziato l'8 dicembre 2024 ed è terminato il 20 aprile 2025.
Il Watanga era la squadra campione in carica, avendo vinto il suo secondo quarto nazionale nell'edizione 2023-2024, mentre il titolo è stato vinto dal Fassell, campione nazionale per la prima volta nella sua storia.

## Stagione

### Novità
Al termine della stagione precedente sono state retrocesse Nimba, Cece United e NPA Anchors, ultime tre classificate del campionato. In aggiunta il Muscat non ha riconfermato la sua iscrizione al campionato ed è stato escluso dalla competizione. Al loro posto dalla Second Division sono state promosse Black Man Warrior, Discoveries, Fassell e Shaita, prime quattro classificate.

### Formula
Le 14 squadre partecipanti giocano un girone all'italiana con partite di andata e ritorno, per un totale di 26 giornate. Al termine della stagione, la prima classificata è campione di Liberia e si qualifica per la CAF Champions League 2025-2026, mentre le ultime tre vengono retrocesse in Second Division.

## Squadre partecipanti
| Squadra           | Città       | Stagione precedente   |
| ----------------- | ----------- | --------------------- |
| BEA Mountain      | Kinjor Town | 2° in First Division  |
| Black Man Warrior | Monrovia    | Second Division       |
| Discoveries       | Monrovia    | Second Division       |
| Fassell           | Kakata      | Second Division       |
| Freeport          | Careysburg  | 11° in First Division |
| Global Pharma     | Monrovia    | 7° in First Division  |
| Heaven Eleven     | Yekepa      | 5° in First Division  |
| Invincible Eleven | Monrovia    | 9° in First Division  |
| LISCR             | Monrovia    | 3° in First Division  |
| LPRC Oilers       | Monrovia    | 8° in First Division  |
| Mighty Barrolle   | Buchanan    | 4° in First Division  |
| Paynesville       | Paynesville | 6° in First Division  |
| Shaita            | Careysburg  | Second Division       |
| Watanga           | Kakata      | Campione di Liberia   |

## Classifica
|                    | Pos. | Squadra           | Pt | G  | V  | N  | P  | GF | GS | DR  |
| ------------------ | ---- | ----------------- | -- | -- | -- | -- | -- | -- | -- | --- |
| Liberia (bandiera) | 1.   | Fassell           | 56 | 26 | 17 | 5  | 4  | 57 | 21 | +36 |
|                    | 2.   | Heaven Eleven     | 45 | 26 | 13 | 6  | 7  | 47 | 26 | +21 |
|                    | 3.   | Watanga           | 40 | 26 | 10 | 10 | 6  | 33 | 24 | +9  |
|                    | 4.   | Discoveries       | 39 | 26 | 11 | 6  | 9  | 48 | 39 | +9  |
|                    | 5.   | BEA Mountain      | 37 | 26 | 10 | 7  | 9  | 50 | 45 | +5  |
|                    | 6.   | Global Pharma     | 36 | 26 | 11 | 3  | 12 | 40 | 47 | -7  |
|                    | 7.   | LPRC Oilers       | 35 | 26 | 9  | 8  | 9  | 31 | 30 | +1  |
|                    | 8.   | Paynesville       | 35 | 26 | 10 | 5  | 11 | 33 | 40 | -7  |
|                    | 9.   | Black Man Warrior | 33 | 26 | 8  | 9  | 9  | 36 | 38 | -2  |
|                    | 10.  | LISCR             | 32 | 26 | 9  | 5  | 12 | 42 | 44 | -2  |
|                    | 11.  | Freeport          | 31 | 26 | 8  | 7  | 11 | 37 | 51 | -14 |
|                    | 12.  | Mighty Barrolle   | 29 | 26 | 8  | 5  | 13 | 39 | 66 | -27 |
|                    | 13.  | Shaita            | 27 | 26 | 6  | 9  | 11 | 40 | 47 | -7  |
|                    | 14.  | Invincible Eleven | 24 | 26 | 5  | 9  | 12 | 29 | 44 | -15 |

Legenda
      Campione di Liberia e ammessa alla CAF Champions League 2025-2026.
      Retrocessa in Second Division 2025-2026.
Note:
Tre punti a vittoria, uno a pareggio, zero a sconfitta.